# Hydromantes italicus
Espèce
Synonymes
- Speleomantes italicus (Dunn, 1923)
- Hydromantes italicus gormani Lanza, 1952

Statut de conservation UICN

 NT  : Quasi menacé
Hydromantes italicus est une espèce d'urodèles de la famille des Plethodontidae. Elle peut être appelée en français Spélerpès italien.

## Répartition

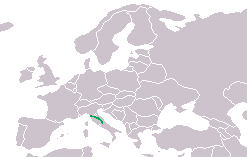

Cette espèce est endémique d'Italie. Elle se rencontre de 80 à 1 600 m d'altitude dans les Apennins en Émilie-Romagne, en Toscane, en Ombrie, en Marches et en Abruzzes.

## Étymologie
Cette espèce est nommée en référence au lieu de sa découverte, l'Italie.

## Publication originale
- Dunn, 1923 : Mutanda Herpetologica. Proceedings of the New England Zoölogical Club, vol. 8, p. 39-40 (texte intégral).